# Ponyo sur la falaise
Ponyo sur la falaise (崖の上のポニョ, Gake no ue no Ponyo) est un film d'animation japonais du studio Ghibli, écrit et réalisé par Hayao Miyazaki et sorti en 2008. C'est le neuvième film que Miyazaki réalise au sein du studio Ghibli.

## Synopsis
Fujimoto, un sorcier qui a abandonné le monde des humains pour vivre au fond des océans, fait des expériences avec l’« eau de vie », un liquide qui renforce la faune marine ; il espère ainsi un jour bouleverser l’équilibre écologique et voir la mer, maltraitée par les hommes, reprendre sa prééminence. L’aînée de ses filles, Brunehilde, petit poisson rouge de cinq ans à visage humain, profite d’un moment d’inattention de son père pour se glisser à travers un hublot du sous-marin et rejoindre la surface, sous l’ombrelle protectrice d’une méduse. Alors qu’elle découvre émerveillée la nature terrestre, elle voit au loin Sôsuké, un petit garçon de son âge vivant dans une maison sur une falaise, descendre dans la calanque avec son bateau jouet. Soudain, elle est surprise par un chalutier, dont le filet charrie une grande quantité d’ordures, et se retrouve coincée dans un pot de verre.
Alors qu’il arrive près de l’eau, Sôsuké remarque le pot et se blesse au doigt en le brisant pour libérer son occupante, qui lèche le sang perlant de la coupure. Le petit garçon, appelé par sa mère, Lisa, remonte vers sa maison, tandis que des yōkai marins en forme de vagues, au service de Fujimoto, tentent en vain de récupérer Brunehilde. Sôsuké remplit un seau d’eau et y met sa trouvaille, qui lui crache un jet d’eau à la figure ; heureux de voir qu’elle est encore vivante, le garçonnet décide de la protéger, et l’emporte avec lui dans la voiture, où sa mère l’attend pour aller à la maternelle. Durant le trajet, il remarque que sa coupure a disparu, et décide d’appeler sa nouvelle amie Ponyo ; il tente de lui donner du pain de son sandwich, mais cette dernière préfère voler le jambon, qu’elle dévore goulument. Fujimoto, très ennuyé que sa fille ait été enlevée par un humain, tente de suivre la voiture le long de la côte, mais est confronté aux ordures qui jonchent la mer à proximité du port.
Sôsuké et Lisa arrivent à la maison de retraite des Tournesols, qui jouxte le jardin d’enfants. Le garçonnet cache le seau sous un buisson et va saluer sa maîtresse ; ses petites camarades tentent de l’entraîner pour aller jouer, mais il préfère retourner voir sa protégée le plus vite possible. Surpris par Kumiko, une petite fille qui semble lui porter beaucoup d’attentions, Sôsuké lui montre le contenu du seau, mais la fillette se moque de Ponyo, qui l’arrose. Le petit garçon fuit alors les pleurs de sa camarade avec son seau, du côté de l’hospice où travaille sa mère ; il montre son amie aux vieilles dames en fauteuil roulant, Yoshi et Noriko qui attendent toujours avec impatience les visites du garçonnet qui égaient leur quotidien monotone, et Toki, qui est terrifiée par le poisson à visage humain qui annoncerait selon elle un tsunami. Ponyo arrose la vieille dame, dont les cris font fuir à nouveau Sôsuké, qui se réfugie sous la digue du port. Alors que la petite créature se met à parler, disant son nom, celui de son ami et le mot « aime » (好き, suki), Fujimoto profite du fait que le petit garçon soit isolé et à proximité de la mer pour envoyer ses esprits marins le submerger et récupérer sa fille. Désespéré, le garçonnet se précipite dans la mer à la recherche de son amie au risque de se noyer, et est récupéré en larmes par sa mère.
De retour à la maison, Sôsuké est très abattu ; le soir venu, il guette le Koganei Maru, cargo sur lequel son père est capitaine, pour échanger avec lui des signaux lumineux en morse. Kôichi aurait dû être de passage pour le dîner, mais n'a finalement pas pu venir, provoquant la colère et le chagrin de Lisa, que le petit garçon console. Dans sa demeure, creusée dans un rocher au fond de l’océan, Fujimoto fait la leçon à Brunehilde, mais cette dernière lui déclare qu’elle s’appelle « Ponyo », et veut devenir humaine pour retrouver Sôsuké. Alors que son père lui brosse un portrait peu flatteur des hommes, qui polluent les océans, elle persiste à souhaiter avoir des mains et des pieds, et prend une forme hybride en se faisant pousser des bras et des jambes à trois doigts. Fujimoto comprend alors qu’elle a ingéré du sang humain, et utilise son pouvoir pour la ramener à sa forme initiale.
Alors que le sorcier sort, Ponyo est libérée par ses sœurs de la bulle où elle était maintenue prisonnière, et fait repousser ses membres. Décidant de partir à la recherche de son ami, elle submerge le repaire de Fujimoto et libère l’énergie du puits d’eau de vie, ce qui lui permet d’achever sa transformation en petite fille. Chevauchant un banc de poissons, elle jaillit à la surface, provoquant un typhon, qui manque de faire chavirer le Koganei Maru. Au Tournesols, Sôsuké dit au revoir à sa maîtresse et rejoint sa mère à l’hospice, où il offre des origamis aux vieilles dames. Lisa l’emmène en voiture, et ils partent sous la pluie battante, mais le trajet se transforme en une course contre la mer démontée, sur laquelle le garçonnet voit une petite fille courir. Alors qu’ils se garent chez eux, Ponyo surgit des vagues et se jette dans les bras de Sôsuké ; celui-ci ne reconnaît pas son amie au premier abord, mais finit par comprendre qui elle est. Lisa coupe court aux retrouvailles pour emmener les deux enfants à l’abri dans la maison. Après les avoir séchés et nourris, la jeune femme, qui s’inquiète pour les occupants des Tournesols, profite d’une accalmie provoquée par l’assoupissement de Ponyo pour retourner à l’hospice, laissant Sôsuké garder la maison.
Au large, durant la nuit, le Koganei Maru est en perdition, les marins voyant au loin les lumières de tous les autres navires en panne également ; soudain, Gran Mamare, divinité de la mer et mère de Brunehilde, passe à la surface de l’eau, et les turbines se remettent en route. Fujimoto tente de s’approcher de la maison où Sôsuké et Ponyo dorment, mais est repoussé par un sortilège d’exclusion posé par sa fille, qu’il ne peut qu’apercevoir par la fenêtre ; la divinité de la mer arrive, et s’entretient avec le sorcier. Celui-ci est terrifié par les événements provoqués par Brunehilde, devenue humaine : la mer est revenue à l’époque du Dévonien (deux Dunkleosteus apparaissent dans un court passage), la lune se rapproche de la Terre, et les satellites artificiels commencent à tomber, pour se consumer dans l’atmosphère, mais Gran Mamare le rassure en lui rappelant la magie ancienne selon laquelle une sirène peut perdre ses pouvoirs et devenir une femme, si le cœur de l’homme qu’elle aime ne faiblit pas ; dans le cas contraire, elle est transformée en écume.
Le lendemain, les deux enfants se réveillent ; le niveau de la mer, qui foisonne de poissons disparus depuis des centaines de millions d’années, est monté jusqu’au seuil de la maison. Avec ses pouvoirs, Ponyo élargit le bateau jouet de Sôsuké, et les deux enfants montent à bord avec des provisions ; mettant en route le moteur pop-pop, ils suivent la route submergée. Croisant un couple avec leur bébé sur une barque, ils leur offrent de la soupe et des sandwichs et récupèrent une bougie de rechange ; ils voient ensuite tous les gens du village passer sur une file de bateaux à rames, mais personne n’ayant vu Lisa, ils poursuivent leur route. Lorsque la bougie initiale finit de se consumer, Sôsuké demande à Ponyo d’agrandir la nouvelle, mais la petite fille tombe de sommeil ; le garçonnet se met donc à l’eau pour pousser le bateau à la nage. Ils finissent par arriver à un endroit où la route émerge, alors que le bateau jouet reprend sa taille normale, et le garçon affolé retrouve la voiture de Lisa sans son occupante. Le prenant par la main, son amie lui redonne du courage, et ils poursuivent leur route à pied.
Aux Tournesols, les habitations submergées sont protégées par une énorme bulle, et Lisa discute en privé avec Gran Mamare. Fujimoto rassemble les vieilles dames, qui ont retrouvé l’usage de leurs jambes, pour les prévenir que Sôsuké et Ponyo sont en route et qu’elles vont être les témoins de leur épreuve. Suivant la route, les deux enfants arrivent à l’entrée d’un tunnel, et alors qu’ils le traversent, la petite fille reprend sa forme de poisson, ne donnant plus signe de vie. Le garçonnet, affolé, la remet dans son seau et tente de lui faire reprendre conscience, lorsque Fujimoto apparaît et lui dit de la laisser dormir et de l’accompagner pour retrouver Lisa et les vieilles dames. Alors que Sôsuké ne lui fait pas confiance, et tente de rejoindre la vieille Toki qui n’a pas voulu le croire non plus, le sorcier envoie ses esprits marins pour les submerger, et les convoie jusqu’aux Tournesols, où le petit garçon s’entretient avec Gran Mamare. Alors qu’il affirme accepter son amie telle qu’elle est et l’aimer quelle que soit sa forme, et que cette dernière accepte de renoncer à ses pouvoirs pour grandir et vivre auprès de son ami, les réactions en chaîne cataclysmiques s’interrompent, et tout le monde est ramené à la surface. Tandis que Fujimoto s’excuse et serre la main de Sôsuké, Ponyo saute du seau et embrasse son ami, reprenant sa forme de petite fille ; les bateaux des marins, dont celui de Kôichi, et les barques des gens du village accostent, et tout le monde se retrouve.

## Fiche technique
- Titre original : 崖の上のポニョ (Gake no ue no Ponyo?)
- Titre français : Ponyo sur la falaise
- Titre québécois : Ponyo
- Réalisation : Hayao Miyazaki
- Scénario : Hayao Miyazaki
- Musique : Joe Hisaishi
  - Générique de début chanté par Masako Hayashi
- Production : Toshio Suzuki pour le studio Ghibli
- Sociétés de distribition : Tōhō (Japon), Walt Disney Pictures (États-Unis), Wild Bunch (France)
- Genre : animation
- Format : Couleur - 35 mm / D-Cinema - 1,85:1 - son Dolby Digital EX /  DTS-ES
- Durée : 100 minutes
- Dates de sortie :
  - Japon : 19 juillet 2008
  - France, Belgique et Suisse : 8 avril 2009

## Distribution (voix)

### Voix originales
- Yuria Maria : Ponyo
- Hiroki Doi : Sôsuké
- George Tokoro : Fujimoto
- Tomoko Yamaguchi : Lisa
- Yūki Amami : Grandmammare
- Kazushige Nagashima : Kôichi
- Shinichi Hatori : le reporter
- Tokie Hidari : Kayo
- Emi Hiraoka : Kumiko
- Tomoko Naraoka : Yoshie
- Nozomi Ōhashi : Karen
- Kazuko Yoshiyuki : Toki
- Rumi Hîragi : la jeune mère

### Voix françaises
- Ambre Foubert : Ponyo
- Tom Trouffier : Sôsuké
- Boris Rehlinger : Fujimoto
- Agathe Schumacher : Lisa
- Anneliese Fromont : Grandmammare
- Philippe Bozo : Kôichi
- Marc Alfos : le reporter
- Micheline Dax : Kayo
- Anna Gianforcaro : Kumiko
- Arlette Thomas : Yoshie
- Clara Poincaré : Karen
- Danièle Hazan : Toki

### Voix anglaises
- Noah Cyrus : Ponyo
- Frankie Jonas : Sôsuké
- Liam Neeson : Fujimoto
- Cate Blanchett : Grandmammare
- Matt Damon : Kôichi
- Kurt Knutsson : le reporter
- Cloris Leachman : Kayo
- Jennessa Rose : Kumiko
- Betty White : Yoshie
- Colleen O'Shaughnessy : Karen
- Lily Tomlin : Toki
- Courtnee Draper : la jeune mère

## Production

### Genèse

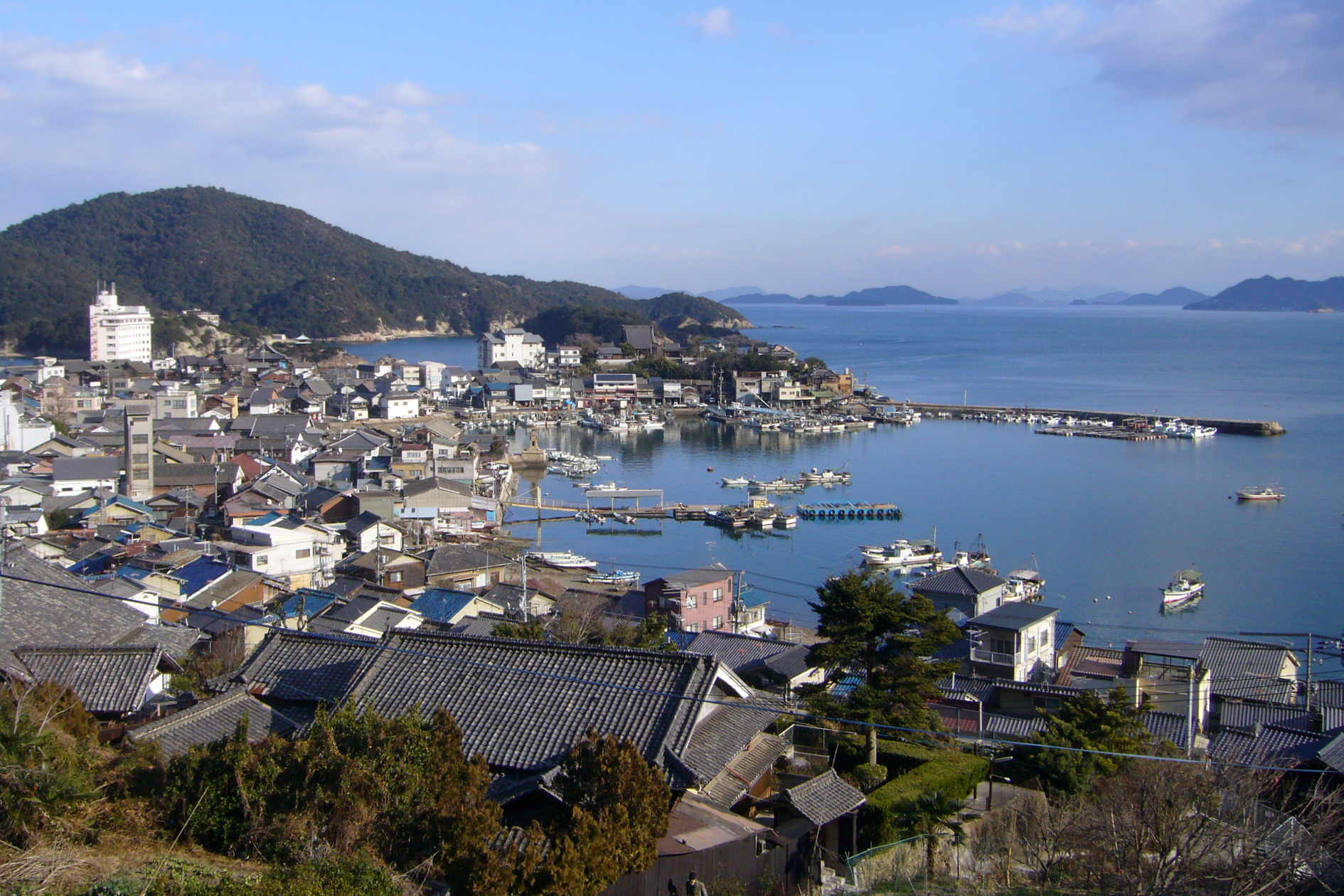
Le port de Tomonoura a inspiré Miyazaki pour représenter le village de Sôsuké.

Le travail sur le film démarre en 2006. Son style s'inspire beaucoup des aquarelles, une première pour un film de Miyazaki. C'est le deuxième film du studio Ghibli à utiliser des aquarelles après Mes voisins les Yamada (1999) d'Isao Takahata. Miyazaki a préféré dessiner la mer et les vagues lui-même et a apprécié d'expérimenter la façon d'exprimer cette partie importante du film. Ce niveau de détail est le résultat de 170 000 images différentes, un record pour un film de Miyazaki.
Le village côtier où l'histoire prend place est inspiré de Tomonoura, un port de la ville de Fukuyama (préfecture de Hiroshima), situé dans le parc national de Setonaikai au Japon, où Miyazaki a séjourné en 2005.

### Influences

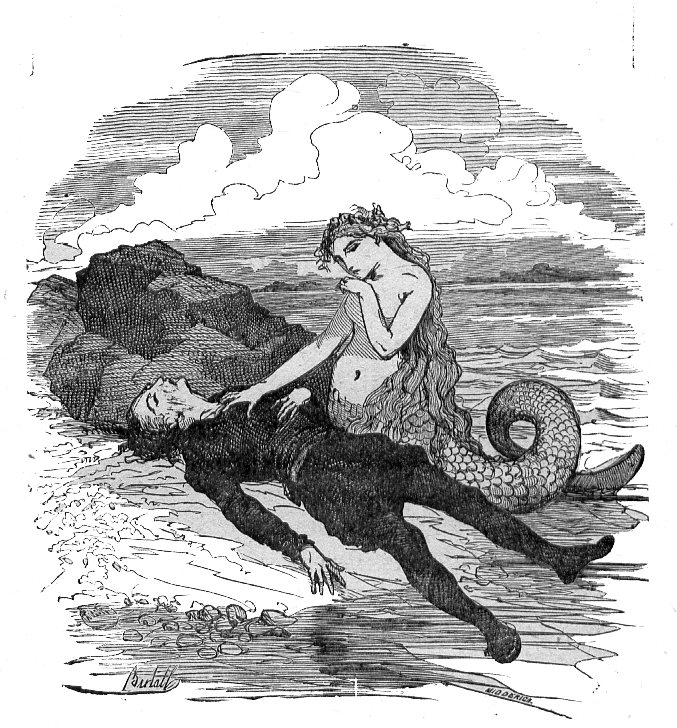
La Petite Sirène, illustration de Bertall.

Le personnage de Sôsuké est fondé sur le fils de Miyazaki, Gorō, lorsqu'il avait cinq ans. Le nom de Sôsuké vient du héros de La Porte (門, Mon), une nouvelle de 1910 de Natsume Sōseki. La vieille femme amère de la maison de retraite, Toki, est inspirée de la mère de Miyazaki qui avoue avoir pensé à ce qu'il lui dirait quand il la rejoindra.
Le nom du bateau sur lequel le père de Sôsuké travaille est Koganeimaru (小金井丸), une référence à l'emplacement des studios Ghibli à Koganei, Tokyo. Maru (丸) est un nom fréquent pour les noms de bateaux au Japon, signifiant littéralement « cercle ».
Si Ponyo, créature marine désirant la terre, rappelle évidemment le personnage éponyme du conte La Petite Sirène (1837) d'Andersen, Fujimoto, génie misanthrope sous-marin, emprunte sans doute au capitaine Nemo de Jules Verne.

### Musique

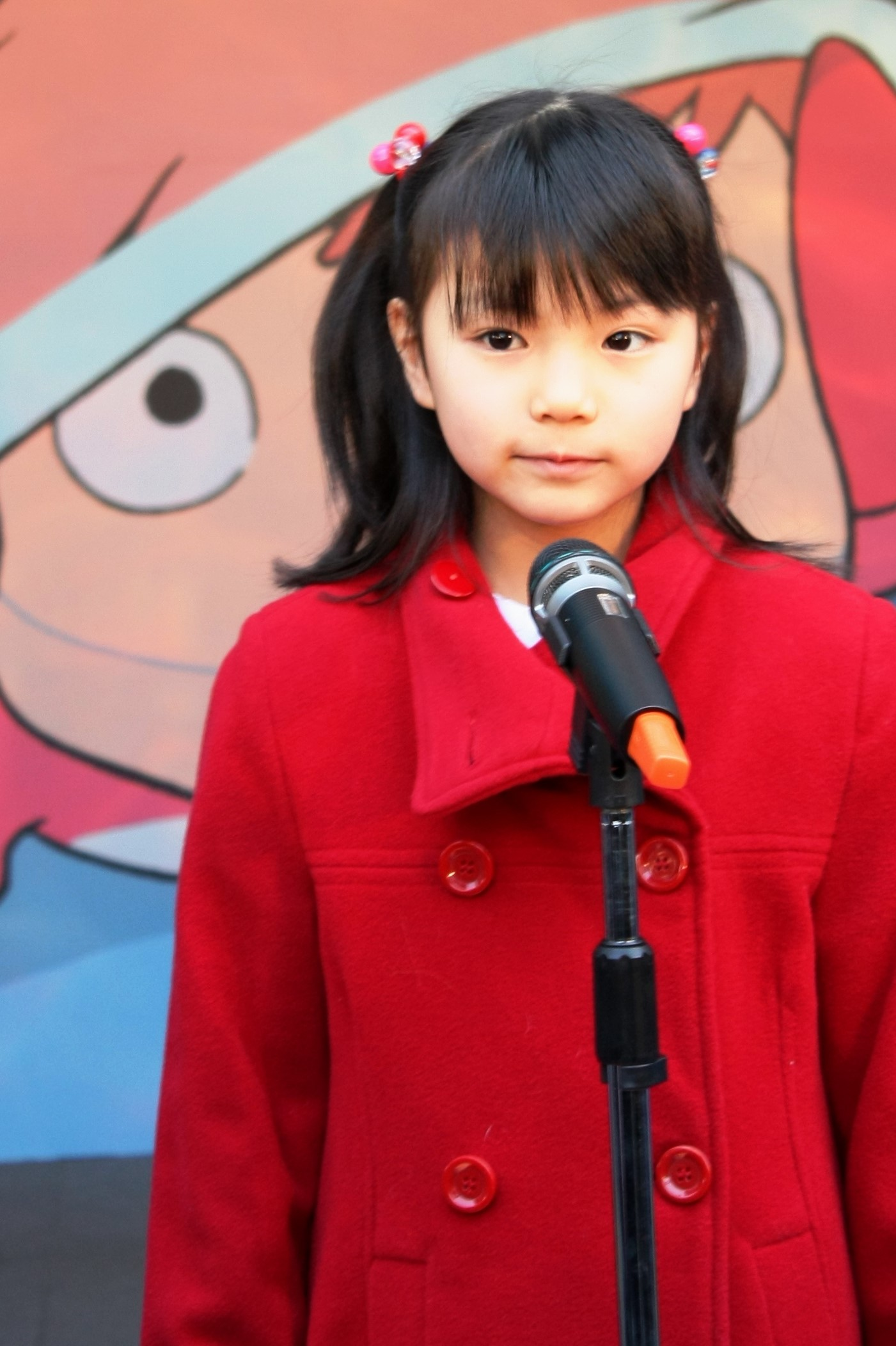
Nozomi Ōhashi, interprète de la chanson du film, en janvier 2009.

La chanson du film est également un succès : 1,5 million de téléchargements sur téléphone mobile, et 350 000 CD vendus au 20 août 2008.
Elle est interprétée par une actrice de 9 ans, Nozomi Ōhashi, et par le duo de musique folk Fujioka Fujimaki, composé de Takaaki Fujioka, producteur de musique freelance, et Naoya Fujimaki, salaryman travaillant chez Hakuhodo, une agence de publicité japonaise en relation avec le studio Ghibli. Le producteur du film Toshio Suzuki a choisi ces artistes alors peu connus pour donner une image réaliste de ce dialogue chanté entre un père et sa fille.
Le morceau qui accompagne la scène du tsunami, qui voit Ponyo courir sur les vagues, est inspiré de la Chevauchée des Walkyries de Richard Wagner, référence renforcée par le nom de baptême de Ponyo, Brunehilde, l'une des walkyries de L'Anneau du Nibelung.

### Sortie, promotion, adaptations
La reine Silvia de Suède a vu le film avec Miyazaki dans une avant-première privée le 3 mars 2007, lors de son voyage au Japon avec le roi Charles XVI Gustave. L'avant-première eut lieu sur une falaise près de Tokyo.
Un mois après sa sortie, le film a été vu par 8,43 millions de personnes au Japon, engrangeant plus de 10 milliards de yens de recettes.
Entrées :
- Japon : 12 767 710[8]
- Amérique du Nord (domestic market) : 2 012 053[9]
- EUR OBS (36) : 1 471 022[9]

Total : 16 250 785 entrées
En France, le film est présenté en avant-première au Festival international de la bande dessinée d'Angoulême en janvier 2009.

## Accueil
Ponyo sur la falaise a eu en général des critiques élogieuses, notamment à la Mostra de Venise. Ce film pour enfants, moins sombre que les précédents, est comparé à Mon voisin Totoro, sorti en 1988. Il a toutefois été parfois critiqué au Japon à cause de sa trop forte dramatisation et de la trop grande complexité des thèmes. Mais la beauté de la réalisation et des images, en particulier des effets de couleur, a été remarquée.
La critique occidentale souligne la sensibilité des dessins et la force des sentiments familiaux — lien de la mère et de l'enfant, peur de l'abandon, de la séparation et de la mort — qui permet une forte identification des enfants, public cible, avec une musique et un happy end. On peut d'ailleurs remarquer une « similitude » de thème avec le film La Petite Sirène des studios Disney, sorti en 1989.

## Distinctions

### Récompenses
- Asian Film Awards 2009 : meilleur compositeur
- Prix du film Mainichi 2009 : prix Noburō Ōfuji
- Japan Academy Prize 2009 : meilleur film d'animation et meilleure musique[10]

### Nominations
- Mostra de Venise 2008 :  en compétition pour le Lion d'or[11]
- Chicago Film Critics Association Awards 2009 :  meilleur film d'animation
- Asian Film Awards 2009 :  meilleur film et meilleur réalisateur, lauréat du meilleur compositeur
- Annie Awards 2010 :  meilleure réalisation et meilleure musique

### Radiographie
- Thierry Hoquet, « Ponyo sur la falaise, une héroïne japonaise », sur France Culture, 29 avril 2019.